# کوماکی کیکوچی
کوماکی کیکوچی (انگلیسی: Komaki Kikuchi؛ زادهٔ ۲۲ فوریهٔ ۱۹۹۷) شمشیرباز زن اهل ژاپن است.